# 奇觀
奇觀（英語：Spectacle）本意旨奇異罕見的現象、景觀， 在摄影領域中，指透過拍攝，每一個物件、狀態、組合抑或過程，都得以展現「美」，且任何時刻皆無可比擬，任何人都獨一無二，透過拍攝，從而拯救平凡、老套和卑微的事物，得以將日常轉化為「奇觀」。

## 字詞起源[3]
Spectacle 於中世紀（mid-14c.）古法語spectacle意為經由特別準備或安排的展演。
拉丁文spectaculum (13c.)，解釋為景象、場面、羅馬遊戲。
拉丁文spectare，意旨一場公開的表演，壯觀的場面，是表演所被觀賞的場域。
拉丁文specere（反覆形式）釋意為察看、觀賞、注視。
Spectacle 當今詞意為不尋常、出人意料的事件／情況，引起人們注意、興趣或反對。另外意旨場面壯觀浩大的公開展演。

## 攝影：日常奇觀化
蘇珊·桑塔格《論攝影》第二章 〈透過照片看美國，昏暗地〉 ，認為美國藝術——尤其是攝影，並沒有被現實去除神秘色彩，相反地，卻立志擔當去除神秘色彩的任務。 根據詩人華特・惠特曼所提出的原則，攝影已在一定程度上成功地為大眾修改了美和醜的定義：每一個物件、狀態、組合抑或過程，都得以展示一種「美」。拍照即賦予重要性，將價值賦予被攝者，且大概沒有任何題材是不能歷經美化的，因此，惠特曼認為自己將「美」普遍化，且舉凡眾多世代間美國最有才能的攝影師，在面對瑣碎和粗俗事物的爭論性的追求之中，幾乎也都擁有此共識。抹去美與醜、重要與瑣碎之間的差異，每一個被拍攝的人或物都轉化為——一張照片。拍攝，從而拯救平凡、老套和卑微的事物，將日常轉化為「奇觀」。
郭力昕從 World Press Photo 國際新聞攝影大賽：「日常生活」類的得獎作品，分析以西方新聞攝影競賽機制所主導的、具有指標性的影像，如何看待「生活」與「日常」，同樣展現將日常奇觀化的概念。攝影作品取材重點、拍攝角度、影像風格，與作品預設的觀者，皆使所有地區、尤其來自非西方社會的日常生活影像，變成一種文化或視覺上的奇觀。他同時指出，因為 WPP 在傳播與文化市場上具有代表意義的影響力，導致西方攝影記者持續前往西方以外的地區持續獵取「日常生活奇觀」，此亦造成非西方地區的在地攝影師， 為了迎合西方國家舉辦的新聞攝影競賽當中評審口味、選材或美學取向，進而影響觀看自己社會裡的「日常生活」之方式，成為了「奇觀」。

## 奇觀社會（La Société du spectacle）
法國理論家居伊·德波在 1967 年所發表著作《奇觀社會》當中，宣吿世界已然成為奇觀的社會。「在現代生產條件無所不在的社會，生活本身展現為『奇觀』的巨大匯集。已然存在的一切全都轉化為一種再現。」紀德堡描述了一個以影像、商品製造和消費行為為核心的媒體與消費社會。在這個社會中， 視覺與影像佔據主導位置。「奇觀」的營造除了和視覺意象密不可分之外，當中還蘊含著「演出」(performance)的概念，描寫並揭露眾人的被動以及運作真實的消隱。回看當今，人們著實生活於奇觀裡， 圍繞著影像、商品和戲劇性事件組織而成的媒體、消費社會當中。

## 文獻資料
蘇珊・桑塔格（Susan Sontag），《論攝影》，紐約，1977
郭力昕，新聞攝影裡「生活」與「日常」的奇觀化：World Press Photo「日常生活」類得獎作品分析，新聞學研究第一二三期，87-133頁，2017
Guy Debord，The Society of Spectacle（NewYork：ZoneBooks, 1994）
林志明，〈紀德堡與法國激進思想〉，《當代》117期，1996
黃微容，如奇觀般的社會：當代藝術奇觀化再審思，美術學刊(3)，131-153頁，2012

## 外部連結
景觀社會
Society of the Spectacle
Photography